# Целевые убийства

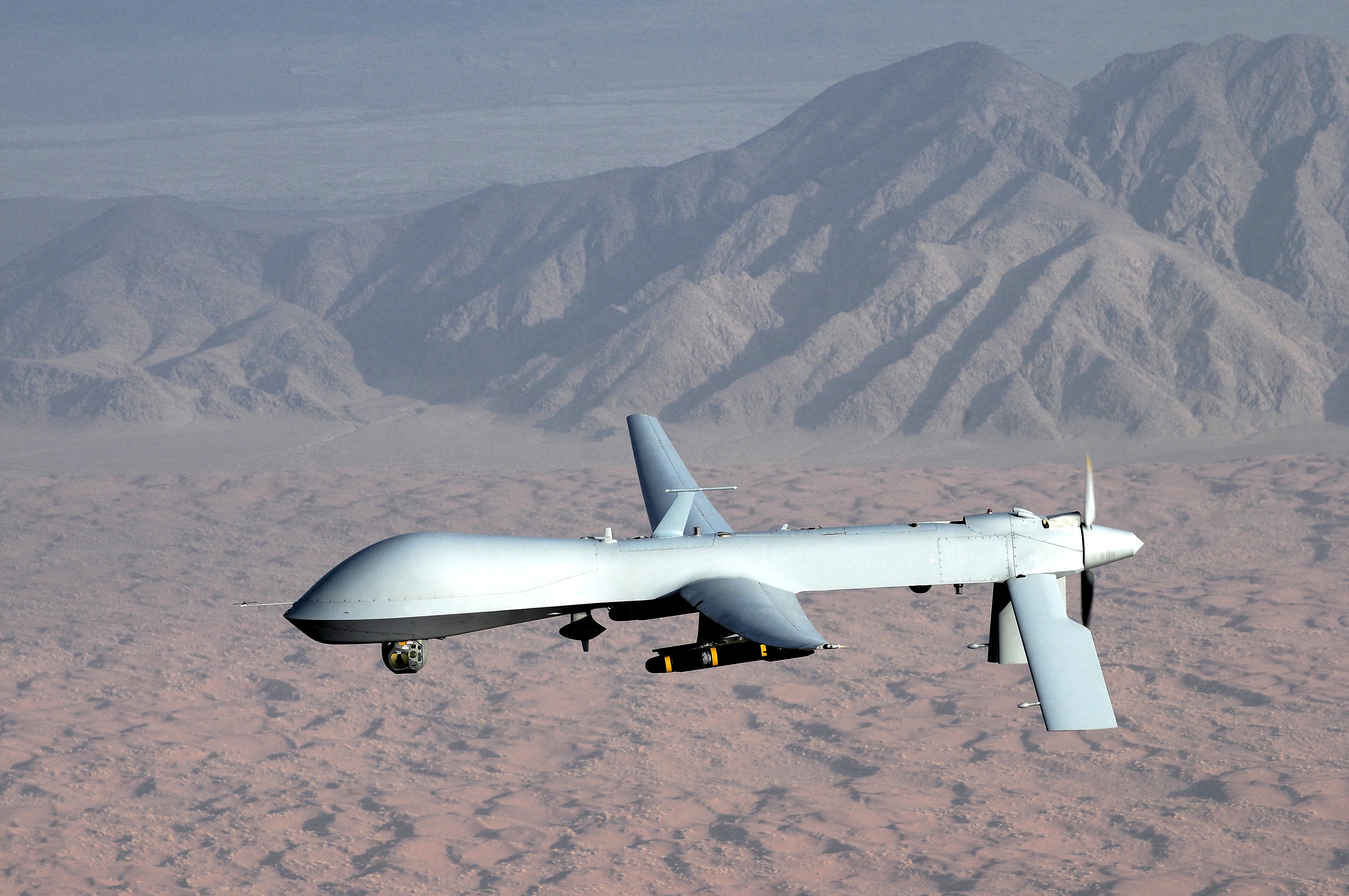
Дрон MQ-1 Predator; часто используется для совершения целевых убийств

Целевые убийства (англ. targeted killing) — умышленное лишение жизни государством одного или нескольких заранее известных лиц вне поля боя.
Практика целевых убийств применялась в Сальвадоре, Никарагуа, Колумбии и Гаити во время гражданских беспорядков периода 1980—1990 годов. Целевые убийства также использовались в Сомали, Руанде и на Балканах во время Югославских войн. Соединённые Штаты Америки также прибегали к тактике целевых убийств, в частности, для ликвидации таких лиц как Усама Бен Ладен и Анвар аль-Авлаки. В свою очередь, Российская Федерация применяла эту тактику против лидеров чеченских террористов, в частности, Хаттаба, Дудаева, Басаева, Яндарбиева.
Целевые убийства в качестве военной тактики для уничтожения важных лиц противника используются Израилем с 1956 года. Целевые убийства были взяты на вооружение правительством США в ходе Войны с терроризмом. В ходе президентства Барака Обамы использование тактики целевых убийств получило распространение, особенно часто стали использоваться боевые дроны в ходе операций в Афганистане, Пакистане или Йемене.
Целевые убийства высокопоставленных российских военных применяют спецслужбы Украины в ходе Росийско-украинского конфликта .

## Международное право
Мелцер в своей известной работе выделяет 5 критериев, которым должно удовлетворять целевое убийство:
- применение силы летального действия, направленной на лишение человека жизни;
- субъективный элемент, удовлетворяющий трём критериям:
  - убийство должно быть намеренное, что отделяет целевое убийство от причинения смерти по неосторожности и т. д.;
  - оно должно быть предумышленным в противовес внезапно возникшей необходимости, как в случае с самообороной;
  - оно должно быть непосредственной целью выполнения операции, что отличает целевое убийство от уничтожения комбатантов противника или преступников в ходе обычной военной или полицейской операции;
- наличие конкретного лица, избранного в качестве цели или группы индивидуумов, что отличает целевое убийство от военных операций, направленных против деперсонифицированного скопления противников;
- отсутствие ограничения свободы передвижения лица, которое является объектом целевого убийства, что отличает его от применения смертной казни судами, специальными трибуналами или от внесудебной расправы;
- атрибуция субъекту международного права; именно данный критерий способствует тому, что вопрос о правомерности целевых убийств покидает сферу национального права. Основными акторами международного права являются государства, однако ряд негосударственных акторов, такие как повстанческие формирования или народы, борющиеся против колониального господства, также могут быть субъектами целевых убийств[4].

Говоря о правовой допустимости целевых убийств, необходимо рассмотреть две ситуации, в рамках которых указанная тактика может применяться, а именно вооружённые конфликты и специальные операции в мирное время.

### Вооружённые конфликты
Применение целевых убийств в военное время — вопрос, который не вызывает большой сложности среди юристов, так во время вооружённого конфликта все его участники делятся на комбатантов (в немеждународном вооружённом конфликте бойцов неправительственной стороны и правительственные войска) и гражданских лиц, первые могут быть атакованы в любое время, пока не сдались или иным способом не расположили себя вне боя. Вторые же по общему правилу не могут быть атакованы, за исключением ситуаций, когда они принимают непосредственное участие в военных действиях. Однако даже в отношении комбатантов выбор методов убийств не является неограниченным, так запрещено назначать награду за жизнь человека, подстрекать бойцов противоположной стороны к убийству своих командиров, а также совершать убийства вероломным способом.

### Мирное время
Наибольшие сложности вызывает производство целевых убийств в мирное время, так как международное право по общему правилу не допускает лишения человека жизни. Однако запрет на лишение жизни не абсолютен. Так в частности Международный пакт о гражданских и политических правах, Американская конвенция о правах человека, Африканская хартия прав человека и народов запрещает произвольное лишение жизни. Критерии произвольности в своё время определены комиссией ООН по правам человека в деле de Guerro. Так в частности, произвольным признаётся такое лишение жизни, которые не отвечает требованиям международных стандартов в области защиты прав человека, противоречит национальному законодательству и не отвечает требованиям абсолютной необходимости и пропорциональности.
Европейская конвенция о защите прав человека и основных свобод пошла ещё дальше, в ней установлен запрет на умышленное лишение жизни и представлены лишь 3 допустимых основания для лишения жизни и смертная казнь. Одним из наиболее известных прецедентов ЕСПЧ по практике целевых убийств является дело МакКанн и другие против Соединенного Королевства (предметом которого была операция «Флавий»), которое является одним из основополагающих решений ЕСПЧ относительно права на жизнь.

### Иные юридические вопросы
Ряд исследователей считают, что оправдание целевых убийств возможно вне международного гуманитарного права и права прав человека. Однако данная точка зрения не поддерживается рядом юристов, так Саврыга указывает, что совершение целевого убийства без достаточного на то оправдания представляет собой международное правонарушение. 
Хотя проектом статей о государственной ответственности и предусмотрены основания для освобождения от ответственности, данные основания неприменимы к международному праву прав человека и гуманитарному праву. Нормы международного права прав человека, которые составляют jus cogens (как минимум четыре неотчуждаемых права), что подтверждено Международным судом ООН в деле Barcelona Traction и признаётся многими авторами (а значит, препятствует применению вышеуказанных положений), и конвенции в этой области не предоставляют возможности избежать ответственности за их нарушение по указанным основаниям, так как в отличие от обычных договоров направлены не на защиту государственного интереса. 
Схожий механизм применяется и в международном гуманитарного праве. Так, ст. 1 Женевских конвенций говорит о том, что они применяются в любых обстоятельствах, в том числе в случае конфликта с противником, не являющимся стороной конвенций; они начинают действовать с начала военного конфликта и не могут быть отменены по воле сторон или из соображений самозащиты, а также являются jus cogens. Точка зрения, согласно которой целевые убийства могут быть оправданы исходя из теории «справедливой войны», не находит закрепления в современном международном праве и не выдерживает никакой критики.

## Практика применения

### Центральная и Южная Америка

#### Сальвадор
В 1986 году Human Rights Watch выпустила рапорт, в котором обвинила президента Дуарте в совершении около 240 целевых убийств в 1985 году.

#### Никарагуа
Human Rights Watch также обвиняла в практике целевых убийств сандинистов во время их противостояния с Контрас.

#### Коста-Рикa
Политические целевые убийства профсоюзных лидеров зафиксированы в Коста-Рика.

#### Гаити
Республика Гаити также подвергалась обвинениям в указанной практике по отношению к политическим оппонентам в поздних 80-х и 90-х.

#### Колумбия
Колумбия в поздних 80-х и 90-х.
Целевые убийства связанные с наркокартелями и организацией FACR и Объединёнными силами Колумбии привели к гибели нескольких сотен человек, включая женщин и детей в 1990-х годах.

### Европа

#### Российская Федерация
В ходе Первой чеченской войны президент самопровозглашённой республики Ичкерия Дудаев был убит  21 апреля 1996 года в результате атаки с использованием двух высокоточных авиационных ракет во время разговора через спутниковый телефон.
20 марта 2002 года Хаттаб, который являлся полевым командиром во время Второй чеченской войны, убит с помощью отравленного письма, которое было передано ему агентом ФСБ. Чеченские источники утверждают, что в качестве яда использован зарин или его производные.
13 февраля 2004 Яндарбиев, который был президентом республики Ичкерия с 1996 по 1997 год, убит с помощью взрывного устройства под своим внедорожником в Дохе, Катаре. В результате атаки он серьёзно ранен и вскоре умер в госпитале. На следующий день катарская полиция арестовала троих россиян. Один из них, Александр Фетисов, позже освобождён, так как был первым секретарём посольства и обладал дипломатическим иммунитетом. Оставшиеся двое — Василий Пугачёв и Анатолий Яблочников обвинены в убийстве Яндарбиева и контрабанде вооружений. 30 июня 2004 года оба осуждены к пожизненному лишению свободы; непосредственно в решении суда установлено, что они вдвоём действовали по указанию властей Российской Федерации. Но 23 декабря 2004 Катар согласился экстрадировать указанных осуждённых в Россию для отбытия ими срока. По возвращении они были встречены как герои, однако позже исчезли из внимания общественности. Российские власти подтвердили, что они не находятся в заключении.
8 марта 2005 года 2-й президент ЧРИ Масхадов был убит в ходе операции российских спецслужб.
10 июля 2006 года Басаев, который ответственен за ряд атак на российские войска и террористические акты, и террористический акт на Дубровке в 2002 году и названный ABC News «наиболее разыскиваемым террористом в мире», убит взрывом на границе с Северной Осетией в деревне Али-Юрт. Согласно официальной версии, ФСБ выследило его с помощью БПЛА, когда он находился в грузовике со взрывчаткой, предназначавшейся террористам, и, с помощью дистанционного управления, вызвало детонацию спрятанного в грузовике взрывного устройства.

#### Босния и Сербия
В отношении боснийской войны госдепартамент в США указал на «этнически мотивированные целевые убийства» в секции 1a. «Политические и иные внесудебные убийства» доклада о правах человека в Боснии. Целевые убийства также зафиксированы в исполнении сербских и албанских военных во время конфликта в Косово. Обе стороны конфликта часто применяли тактику целевых убийств для ликвидации неугодных им журналистов.

#### Украина
Спецслужбы Украины широко использовали целевые убийства в ходе российско-украинского конфликта. Влиятельный британский еженедельник The Economist отмечает  :

С начала войны украинские агенты убили десятки российских командиров, чиновников, предполагаемых колаборантов и пропагандистов, по большей части на оккупированных [Россией] территориях. ... [Убийством Кириллова] Украина продемонстрировала, что ее агенты могут атаковать высшее командование российской армии даже в Москве.
Оригинальный текст (англ.)Ukrainian agents have assassinated dozens of Russian commanders, officials, suspected collaborators and propagandists since the start of the war, mostly in occupied Ukraine.  ... Mr Kirillov’s assassination shows that Ukraine’s intelligence services remain lethal. The message Ukrainian agents have sent is that they can target the Russian armed forces’ top brass, even in Moscow. .

### Азия

#### Израиль
Наиболее известными операциями Израиля являются:
- Гнев Божий (операция Моссада) — операция по ликвидации террористов ответственных за теракт на мюнхенской Олимпиаде.
- Операция «Весна молодости» — операция, проведённая израильскими спецслужбами в ночь с 9 на 10 апреля 1973 года для физической ликвидации ряда руководителей арабо-палестинских террористических организаций, ответственных за убийство израильтян в 1960—1970 годах, в том числе за теракт на олимпиаде в Мюнхене.
- Ликвидация Яхья Аяша (1996).
- Ликвидация Салаха Шехаде (2002).
- Ликвидация лидера организации «ХАМАС» шейха Ахмеда Яси́на (2004).
- Ликвидация Азиза Рантиси - преемника Яси́на (2004).

Согласно НКО «Бецелем», Израиль регулярно совершает операции, связанные с практикой целевых убийств.

#### Иран
Также существует подтверждённая информация о применении тактики целевых убийств Ираном и до него режимом шаха Пехлеви. Так, в частности, наиболее знаменитые попытки покушений предприняты против лидеров курдов в 1990-е годы.

### США
Тактика целевых убийств поднимает перед обществом множество юридических и моральных вопросов. В США мнения учёных и политиков по данному вопросу разнятся, так часть воспринимает целевые убийства как форму самообороны против террористов, другие же считают это формой внесудебных убийств, совершённых вне должного судебного разбирательства и по сути легитимизирующей насилие. Власти США как правило используют для производства целевых убийств беспилотные летательные аппараты (дроны), а также высокоточные ракеты.
Целевые убийства, согласно профессорам Гарвардского университета Блюм и Хейманн, ведут к смешению таких правовых режимов, как режим вооружённого конфликта и правоохранительной деятельности. В рамках правоохранительного режима государство наказывает человека за его личную вину, которая доказана в рамках судебного процесса. В случае вооружённого конфликта государств применяет силу против комбатантов или бойцов противника не за их «вину», а лишь потому что нанесение вреда им необходимо для достижения победы. США традиционно оправдывают совершение целевых убийств в отношении террористов с позиции парадигмы вооружённого конфликта. Используя указанную парадигму, правительство по сути избавляется от всех ограничений, которые были бы наложены на него международным правом в области прав человека.
В дальнейшем, политика целевых убийств получила поддержку в знаменитой статье в журнале стратегической безопасности, где выдвинута теория о предпочтительности использования дронов и управляемых ракет для достижения ликвидации цели в сложных условиях с наименьшими жертвами как среди персонала вооружённых сил, так и среди мирных жителей.
Законодательно право правительства на производство целевых убийств закреплено в en:Authorization for Use of Military Force Against Terrorists. Указанный акт даёт Президенту США полномочия по неограниченному использованию силы в отношении лиц, виновных в терактах 11 сентября и связанных с ними лицах, организациях и государствах.
Ряд исследователей критикуют правительство США за чрезмерно активное использование дронов в Пакистане, которое по сути ведёт к нарушению суверенных прав Пакистана.
В 2010 году Анвар аль-Авлаки стал первым гражданином США, утверждённым ЦРУ для целевого убийства, он ликвидирован в 2011 году.
Рейтер в 2013 году опубликовал аналитический доклад относительно политики целевых убийств, согласно которому из более чем 500 убийств, в рамках 2008—2013 года, лишь 8 % были высокопоставленными или средними по важности террористами, остальных можно назвать обычными бойцами.